# Брезје при Доброви
Брезје при Доброви (словен. Brezje pri Dobrovi) је насељено место у општини Доброва–Полхов Градец, Средњесловенска регија, Словенија.

## Историја
До територијалне реорганизације у Словенији било је у саставу града Љубљане, односно старе општине Вич–Рудник.

## Становништво
У попису становништва из 2011. године, Брезје при Доброви је имало 399 становника.
| Број становника према пописима | Број становника према пописима | Број становника према пописима |
| ------------------------------ | ------------------------------ | ------------------------------ |
| 1991                           | 2002                           | 2011                           |
| 332                            | 382                            | 399                            |

Напомена: До 1953. исказивано под именом Брезје.